# Quemeres

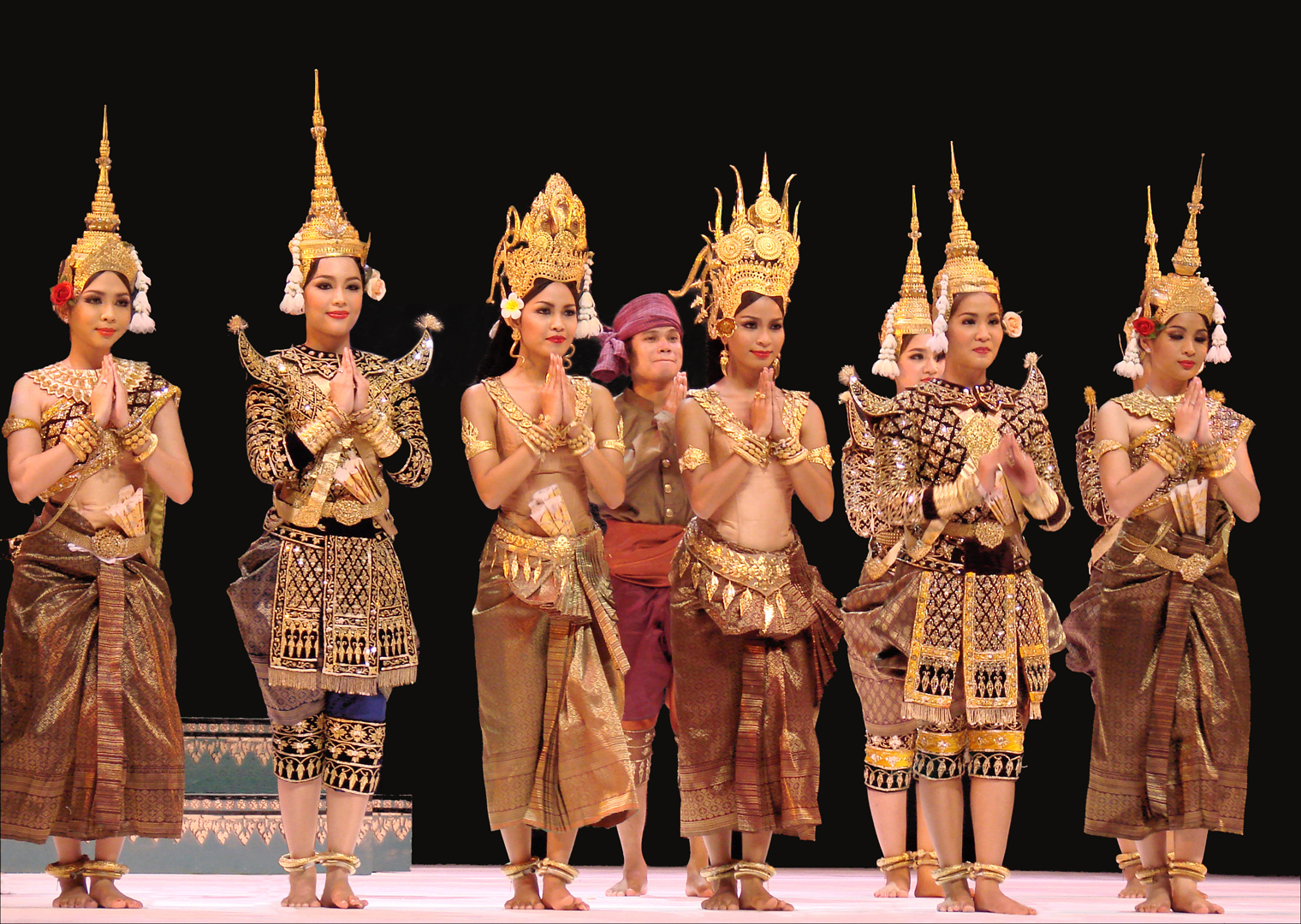
Real Balé do Camboja

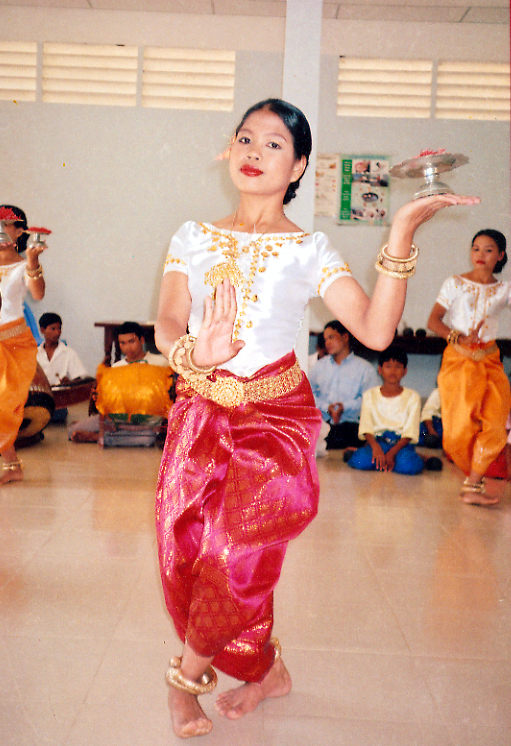
Dançarina

Quemeres (khmer) são um grupo étnico majoritário do atual Estado do Camboja, que no passado consolidou um império capaz de dominar, em seu apogeu, do século IX ao XII, a maior parte da Indochina. Sua origem, segundo historiadores, decorrem da migração de populações do norte da Indochina e Índia, identificados sob traço cultural comum, que se estabeleceram nas terras férteis do delta do Rio Mekong. Por volta do ano 100, criaram o reino de Funan, cujo poderio cresceu ao longo dos anos de paz na região, fincado no intercâmbio comercial. A partir do século VI já se havia registrado considerável expansão do Reino, por meio de conquistas e vassalagem de tribos e populações adjacentes, tornando notável o enriquecimento cultural do povo Khemer. Ainda na metade do século VI a tribo dos Kambujas, fixados na região central do Mekong, estabeleceu um novo reino de nome Chemla, o qual, visando a rica região do delta do Mekong, começou a absorver Funan, de sorte que dois séculos mais tarde dividira os Khermers em dois reinos rivais, um ao norte e outro ao sul. A discórdia continuou por séculos até o século VIII, que marcou o fim do reino Chemla e a reunificação do povo sob o Império de Angkor, o mais ilustre de sua história antiga, cujo apogeu cultural impulsionou a construção de centenas de belos templos de pedra, além de canais de irrigação, hospitais, represas e rodovias. Símbolo desse período é o famoso Templo Hindu de Preah Vihear ou o templo de Angkor Wat. O império experimentou grande riqueza e expansão durante o século IX ao XII. Entretanto, os projetos de construção dispendiosos, as epidemias, as brigas internas da família real e as guerras com os tailandeses enfraqueceram esse Império. Forças tailandesas ocuparam a cidade de Angkor em 1432, iniciando um período de 400 anos onde os quemeres sofreram sob a agressão tailandesa e posteriormente vietnamita. Durante esse tempo o território quemer foi pulverizado. Tanto os tailandeses quanto os vietnamitas tentaram absorver o quemer e destruir sua identidade cultural. Contudo, um reino quemer independente, cuja capital ficava perto da atual Phnom Penh, sobreviveu até meados do século XIX. No século XIX, o Estado do Camboja tornou-se colônia francesa e foi ocupado pelos japoneses na Segunda Guerra Mundial, conquistando finalmente sua independência em 1954.
A população cambojana (quemer) é estimada em mais de 17 milhões, pelo mundo todo.